# 雅典塔
雅典塔（希臘語：Πύργος Αθηνών）是位於希臘雅典的兩座摩天大樓建築群。其中雅典塔1號樓高103公尺（338 英尺），高28層，是目前希臘最高的建築，而雅典塔2號樓高15層，高65公尺（213 英尺），是希臘第八高的建築。
雅典塔於1968年動工，並在1971年竣工。當時在竣工時，它是東南歐第二高的建築。雅典塔的建築師是扬尼斯·维凯拉斯（Ioannis Vikelas），他還設計了包括古蘭德里斯基克拉迪藝術博物館在內的的主體建築。儘管因其設計和高度而受到批評，但雅典塔如今仍被認為是雅典的地標之一。

## 結構
雅典塔一號樓的建築採用極簡主義和未來主義風格，是對當時的西格拉姆大廈等美國其他建築的模仿。其特徵是在建築的外牆上使用了玻璃幕牆和鋁製框架。白色大理石柱子和棕色陽極氧化鋁製成的玻璃幕布上，則使用垂直柱子結構強調了建築物的垂直軸線。
同時代的其他高層建築不同，雅典塔採用鋼柱和鋼筋混凝土板混合施工法建造。由於建築商不具備建造大型鋼結構的專業知識，因此更加強調鋼筋混凝土結構的使用。這是巴爾幹地區第一座使用這種技術建造的建築。此外，還使用了塑料地基的開創性技術，該技術由帕特雷大學理工學院靜力學和動力學教授開發，他還對地基進行了靜態研究建造。塑料地基的工作方式則與阻尼器原理類似。該建築物的另一項創新是在建築物內部使用石膏板，這有助於減輕建築物的重量。雅典塔內部空間的隔板是可移動的，因此可以很容易地改變內部配置。雅典塔下有三個地下室，用於作為停車場、倉庫和機房。
毗鄰雅典塔的是一座高度不到56米的二號樓，有 12 層，在立面方面具有共同的設計特點。然而，與雅典塔不同的是，較小的塔為格子結構。